# I due moschettieri
I due moschettieri (The Two Mouseketeers) è un film del 1952 diretto da William Hanna e Joseph Barbera. È il sessantacinquesimo cortometraggio animato della serie Tom & Jerry, prodotto dalla Metro-Goldwyn-Mayer e uscito negli Stati Uniti il 15 marzo 1952. I due moschettieri vinse l'Oscar al miglior cortometraggio d'animazione ai Premi Oscar 1952. Dato il successo del cartone animato, Hanna e Barbera crearono altri tre cortometraggi come prequel a questo. Il secondo della tetralogia, Moschettiere dilettante (1954), venne nominato all'Oscar.

## Trama
Jerry e Tuffy sono due "sorcettieri" del re che decidono di servirsi ad un banchetto, al quale Tom deve fare la guardia a costo della vita (pena il ghigliottinaggio). I due topi si introducono nel castello dove avrà luogo il banchetto e, saliti sulla tavola, cominciano a mangiare cercando di non farsi scoprire da Tom. Tuttavia, Tuffy viene scoperto mentre si fa un panino al prosciutto, ma prima che Tom gli possa fare del male, il topino viene salvato da Jerry. Tom inizia perciò a duellare contro i due topi. Alla fine, mentre Tom combatte contro Jerry, Tuffy mette in un cannone svariate cibarie, sparando tutto addosso a Tom. I due topi possono così andarsene illesi dal castello, mangiando e assistendo da lontano alla decapitazione di Tom.

## Distribuzione

### Edizione italiana
Nell'edizione originale Tuffy parla esclusivamente francese, eccetto per il soprannome che dà a Tom ("pussy cat", ovvero "micio"). In quella italiana invece tutti i suoi dialoghi sono stati tradotti in italiano (con accento francese), tranne un paio di parole e la canzone Alouette, che non è stata doppiata. In Italia è stato anche distribuito nel 1991 come Tom & Jerry i 2 moschettieri, abbinato al film d'animazione La favola del principe schiaccianoci.